# Simon Posford
Simon Posford (1971), mais conhecido pelo nome de palco Hallucinogen, é um músico britânico de Goa trance e Psytrance da Inglaterra. É proprietário da Twisted Records, que leva o nome de seu primeiro álbum de 1995.
Posford tem colaborado com diversos artistas de trance desde sua origem, entre eles se destaca o duo formado com o músico veterano Raja Ram, chamado Shpongle.

## Discografia
- Twisted (1995)
- The Lone Deranger  (1997)
- In Dub (2002)

### Oficiais
- Twisted Records
- Twisted Downloads

### Informações
- Simon Posford (em inglês) no Discogs
- Discografia de Simon Posford no MusicBrainz
- Simon Posford no Myspace
- Hallucinogen no Last.fm

### Entrevistas
- Mushroom: "Simon Posford about dreams, real life, reincarnation, drugs and his new album..."